# Partido Justicia Próspera
El Partido Justicia Próspera (en indonesio: Partai Keadilan Sejahtera, a veces llamado Partido de Justicia y Prosperidad), frecuentemente abreviado como PKS, es un partido político indonesio, cuyas políticas están basadas en las bases del islam.
El PKS es una metamorfosis del Partido Justicia (PK) establecido en 1998. Estuvo originalmente influenciado por el movimiento de los Hermanos Musulmanes de Egipto, y considerado como un partido islamista por sus llamados de que el islam debía cumplir un papel clave en vida pública. Actualmente es considerado como un partido islámico que se ajusta a doctrina Pancasila y ya no considera la sharia como objetivo principal.
En 2014, el partido obtuvo el 6.79% de los votos, siendo inferior al 7.89% obtenido en 2009 y al 7.3% obtenido en 2004. El partido es actualmente dirigido por Ahmad Syaikhu.

## Historia
El partido fue establecido como Partido Justicia el 20 de julio de 1998, con Nurmahmudi Ismail como su primer presidente. Posteriormente fue reconstituido como Partido Justicia Próspera en abril de 2002 después de que no lograran obtener el 2% del umbral electoral en las elecciones legislativas de 1999, las cuales eran necesarias para disputar las elecciones de 2004. Durante las elecciones legislativas de 2004, el PKS obtuvo el 7.3% de los votos y obteniendo 45 de 550 escaños, convirtiéndolo lo en el 7° partido más grande del parlamento. Con ello se logró aumentar en un 1.9% relación al apoyo popular de 1999. Además, su líder Hidayat Nur Wahid fue elegido vocero de la Asamblea Constituyente Popular. El principal apoyo popular del PKS es en los grandes centros urbanos, particularmente Yakarta, donde obtuvo la mayor cantidad de escaños en 2004. En las elecciones de 2009, el partido se convirtió en el 4° más grande, en donde su participación electoral aumentó a un 7.88% y obtuvo 12 escaños más.
El PKS es conocido por su oposición pública a la corrupción política; esta posición fue reportada como un factor determinante para el aumento de su popularidad y éxito en 2004. Sin embargo, esta imagen ha sido criticada en los últimos tiempos, ya que se sospechan varios casos de presunta corrupción entre los miembros más importantes del partido.[cita requerida] El partido está estrechamente asociado con las enseñanzas islámicas, pero según su liderazgo no promueve la implementación obligatoria de la sharia, la que requiere que los musulmanes de Indonesia sean leales a la ley islámica. Muchas de sus campañas se basan en enseñanzas religiosas conservadoras, como su oposición a la venta de pornografía, y a la exigencia de castigos severos por violaciones hacia las leyes antidrogas.
El partido ha estado asociado con los Hermanos Musulmanes de Egipto; muchos de sus fundadores asistieron a escuelas relacionadas con este movimiento político. Los organización realiza mítines para apoyar a Hamás en su conflicto con Israel, y contra la influencia de los Estados Unidos, tanto en Medio Oriente como en Indonesia.
Después del tsunami del Océano Índico de 2004, PKS envió voluntarios de ayuda a Aceh, y han estado involucrados en varios otros proyectos de ayuda y reconstrucción.
A través de los años, el partido ha experimentado una prolongada rivalidad interna, particularmente entre campamentos que pueden ser identificados como pragmáticos por un lado, e idealista por el otro. La rama prágmatica está compuesta por funcionario más jóvenes y con educación secular, mientras que los idealistas están conformados por funcionarios de edad madura, y con formación en institutos del Medio Oriente.
La edición del 5 de octubre de 2011 del noticiero indonesio "Liputan 6 Petang" informó que el vicesecretario general del PKS y parlamentario Fahri Hamzah había expresado la idea de disolver la Comisión de Erradicación de la Corrupción de Indonesia (Komisi Pemberantasan Korupsi o KPK). Según el diario Kompas, el vicepresidente de la Comisión de 3° Cámara de Representantes responsable para asuntos legales, derechos humanos y seguridad Fahri Hamzah, sugirió por primera vez la disolución del KPK en una reunión de consulta en la Cámara, el lunes 3 de octubre de 2011.

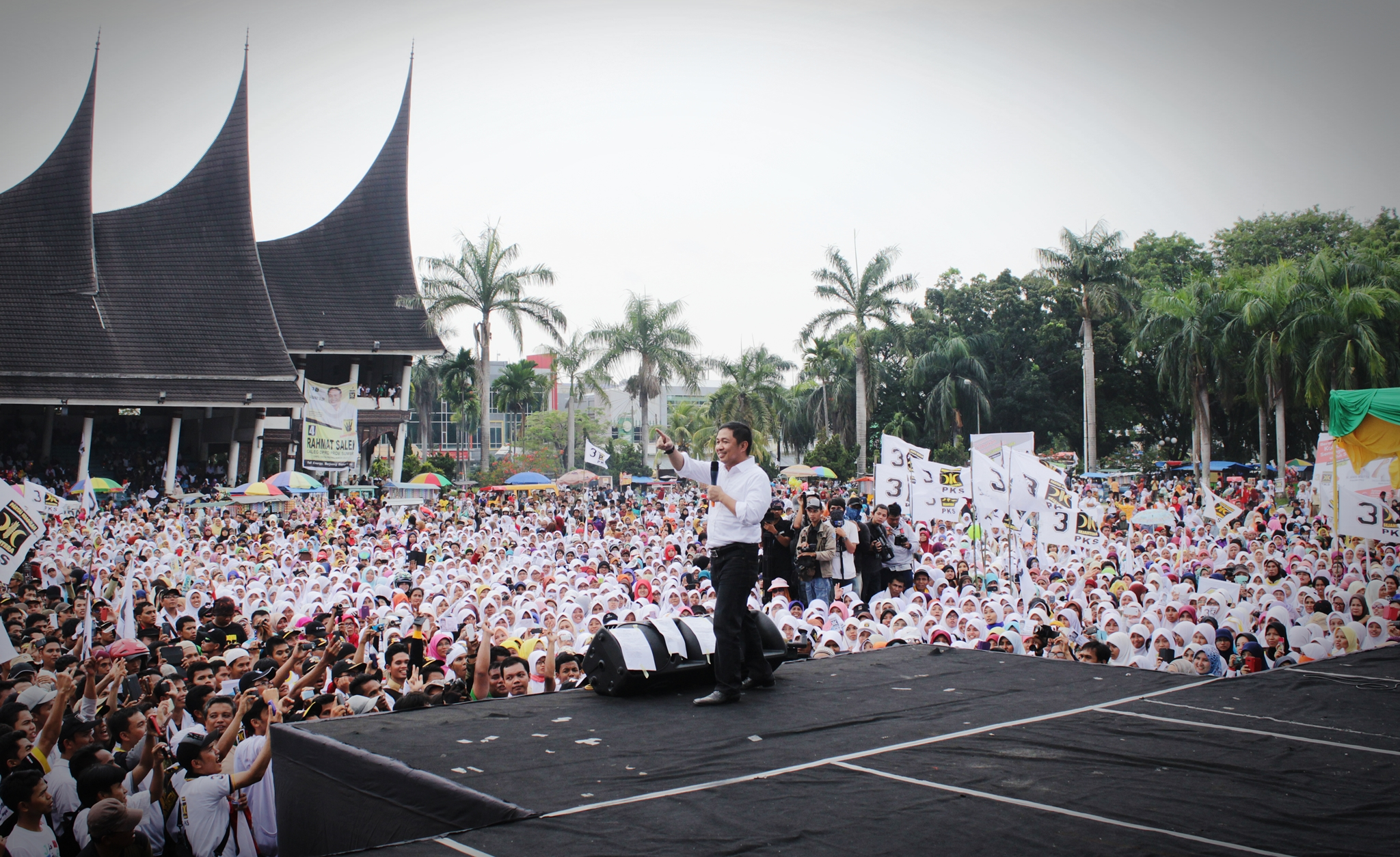
Anis Matta y militantes del Partido Justicia Próspera (PKS), durante un acto de campaña que convocó a 50 000 personas previo a las elecciones legislativas del 9 de abril en Padang. Sumatra Occidental.

El partido vio una sucesión rápida de presidente del partido durante los años 2010. En 2013, Lutfi Hasan Ishaaq fue arrestado por la Comisión de Erradicación de la Corrupción sobre un caso de corrupción; Anis Matta fue elegido para sucederle como dirigente del partido; y finalmente, Taufik Ridho sucedió a Matta en el cargo de secretario general. Taufik Ridho falleción  de complicaciones médicas el 6 de febrero de 2017´, a la edad de 52 años.

## Plataforma del partido
La visión del partido es crear una sociedad civil justa, próspera y digna.
Su misión es:
1. Reformas pioneras al sistema político, al gobierno y a la burocracia, al sistema judicial y al militar, para que estén comprometidos con el fortalecimiento de la democracia.
2. Abordar la pobreza, reducir el desemleo y mejorar la prosperidad de todos los elementos de sociedad, a través de una estrategia para igualar los ingresos, el crecimiento al valor agregado y el desarrollo sostenido.
3. Avanzar hacia una educación justa, brindando las máximas oportunidades posibles para todos los ciudadanos de Indonesia.[20]

## Resultados electorales

### Elecciones parlamentarias
| Elección | Total de Escaños | Votos      | %     | Escaños                                                            | Líde de elección   |
| -------- | ---------------- | ---------- | ----- | ------------------------------------------------------------------ | ------------------ |
| 1999     | 7/500            | 1 436 565  | 1.36% | 7 escaños, Coalición gobernante (1999-2001); Oposición (2001-2004) | Nur Mahmudi Ismail |
| 2004     | 45/550           | 8 325 020  | 7.34% | 38 escaños, Coalición gobernante                                   | Hidayat Nur Wahid  |
| 2009     | 57/560           | 8 204 946  | 7.88% | 12 escaños, Coalición gobernante                                   | Tifatul Sembiring  |
| 2014     | 40/560           | 8 480 204  | 6.79% | 17 escaños, Oposición                                              | Anis Matta         |
| 2019     | 50/575           | 11 493 663 | 8.21% | 10 escaños, Oposición                                              | Sohibul Iman       |